# San Cristoforo
San Cristoforo (phương ngữ: San Cristòfi) là một đô thị ở tỉnh Alessandria trong vùng Piedmont của Italia, có vị trí cách khoảng 90 km về phía đông nam của Torino và khoảng 30 km về phía đông nam của Alessandria. Tại thời điểm ngày 31 tháng 12 năm 2004, đô thị này có dân số 595 người và diện tích là 3,6 km².
San Cristoforo giáp các đô thị: Capriata d'Orba, Castelletto d'Orba, Francavilla Bisio, Gavi, Montaldeo, và Parodi Ligure.